# شركة بوبكات
شركة بوبكات (بالإنجليزية:Bobcat company) هي شركة أمريكية لتصنيع المعدات الثقيلة، وهي جزء من مجموعة دوسان، كوريا الجنوبية.

## المقر
يقع مقرها الرئيسي في ويست فارجو، داكوتا الشمالية، الولايات المتحدة الأمريكية، سابقًا في غوينر، داكوتا الشمالية. انتقل مقرها الأوروبي في عام 2017 من واترلو، بلجيكا إلى جمهورية التشيك، حيث تدير بوبكات أحد مصانعها الأوروبية.

## نبذة
كانت شركة تابعة لشركة إنجرسول راند من عام 1995 حتى يوليو 2007، عندما تم بيعها مقابل 4.9 مليار دولار أمريكي لمجموعة دوسان.

## المنتجات
تبيع الشركة جرافة انزلاقية التوجيه والحفارات المدمجة والمركبات متعددة الاستخدامات والجرارات المدمجة والمعدات الهيدروليكية الصغيرة الأخرى تحت اسم العلامة التجارية بوبكات. وهي واحدة من شركات التصنيع الرئيسية القليلة العاملة في داكوتا الشمالية.

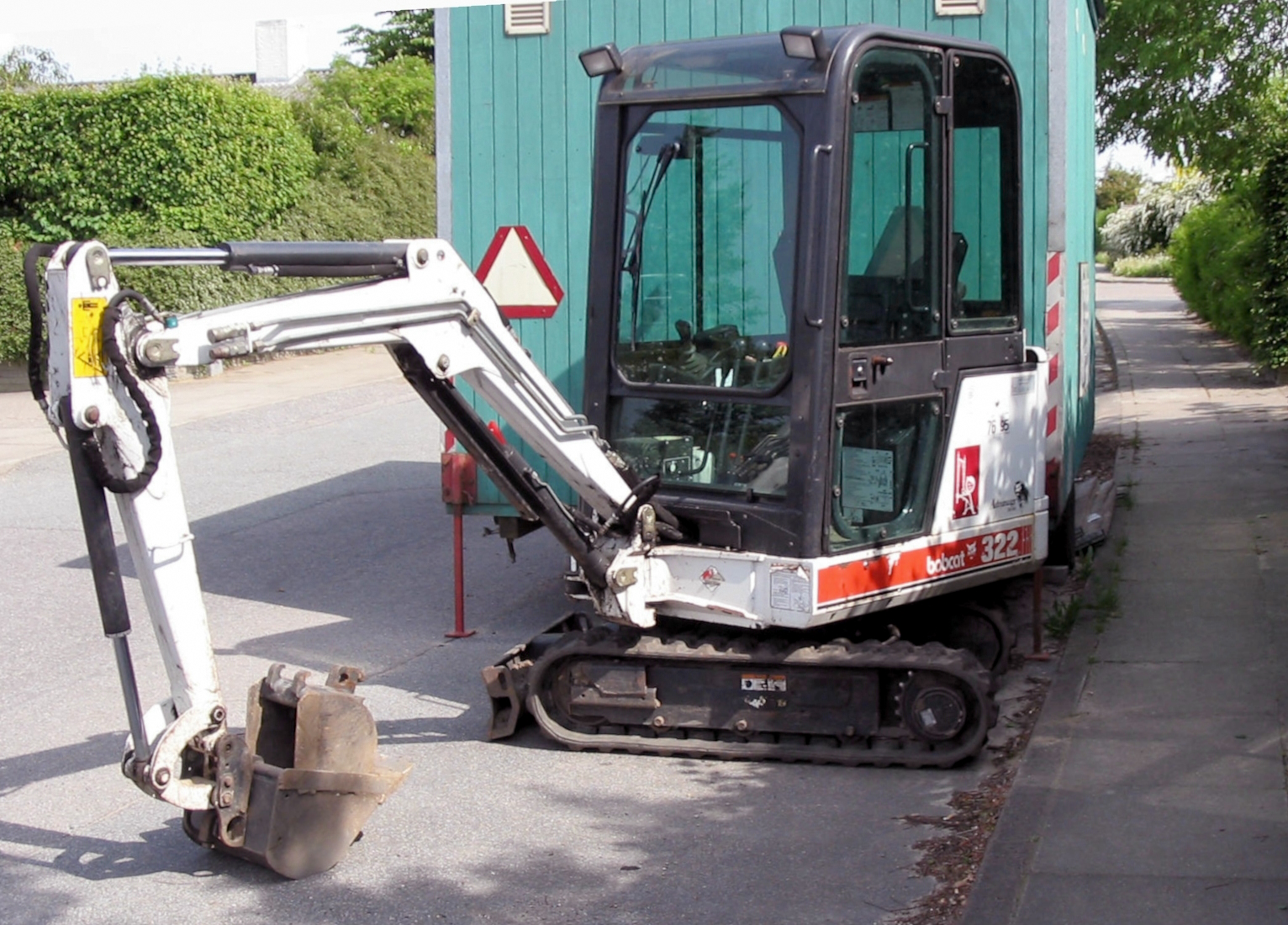
حفارة مدمجة بوبكات

تم الاعتراف بالشركة من قبل هيرمان سيمون كنموذج يحتذى به للشركات الصغيرة والمتوسطة الأخرى في كتابه الابطال الخفيون.

## روابط خارجية
- موقع شركة بوبكات